# 李衍授
李衍授（1921年—1998年12月27日），山西武乡县西贾庄人，中央廣播事業局副局长、中华人民共和国粮食部副部长、国家工商行政管理局副局长。

## 生平
1933年10月加入共青团。1937年9月加入中国共产党。
1985年8月退二线。任中国消费者协会会长。1990年副省部级离休。